# 50가지 그림자: 해방
《50가지 그림자: 해방》(영어: Fifty Shades Freed)은 E. L. 제임스의 2012년 소설로, 《50가지 그림자 시리즈》의 세번째 작품이다.